# Jan Dunin-Brzeziński
Jan Piotr Feliks Dunin-Brzeziński (ur. 30 grudnia 1883 w Łazanach, zm. w kwietniu 1940) – podporucznik cesarskiej i królewskiej armii, podpułkownik kawalerii Wojska Polskiego, dowódca 2 pułku ułanów Polskiego Korpusu Posiłkowego.

## Młodość
Urodził się w Łazanach pod Wieliczką, syn Zdzisława i Eweliny z Morawskich. Majątek Łazany odziedziczył po rodzicach brat Jana Zdzisław Dunin – Brzeziński. Jana natomiast rodzice kształcili, chcąc mu dać zawód. Studiował rolnictwo w Hoenheim w Niemczech. Ukończył też kursy mleczarskie w Szwajcarii. Studia zagraniczne dały mu dobrą znajomość języków niemieckiego i francuskiego. Odbył służbę wojskową w 1 pułku kawalerii austriackiej, uzyskał stopień podporucznika oraz styl i poglądy oficera austriackiego. W 1911 matka przekazała mu majątek ziemski Osieczany (70 ha gruntów ornych i 150 ha lasów, dobrze zagospodarowane) w pobliżu Myślenic, należący wcześniej do jej brata. W 1912 Brzeziński poślubił Marię Rostworowską, córkę Stanisława, nieżyjącego już malarza i artysty i Teresy z hr. Lubienieckich. Do 1914 mieli dwie córki, Teresę i Jadwigę.

## Służba w Legionach Polskich
W chwili wybuchu  I wojny światowej zgłosił się do swego pułku kawalerii, ale jako ponadetatowy mógł zostać odesłany do domu. Zgłosił się więc ochotniczo do c. i k. Komendy Legionów Polskich, przy której został oficerem ordynansowym. Po bitwie pod Mołotkowem, w pierwszych dniach listopada, został dowódcą 3 szwadronu ułanów przy II Brygadzie Legionów Polskich, awansowany na porucznika. 4 czerwca 1915 awansowany na rotmistrza. W czerwcu został dowódcą dywizjonu ułanów w II Brygadzie LP. 1 stycznia 1916 objął dowodzenie I dywizjonu 2 pułku ułanów LP oraz został zastępcą dowódcy pułku. Rtm. Brzeziński przeszedł cała kampanię wołyńską. Szczególnie ważną rolę odegrał 3 sierpnia 1916 podczas bitwy pod Rudką Miryńską, kiedy to powstrzymał wdzieranie się Rosjan na odcinku przełamanego frontu. Przerzucony wraz z pułkiem do m. Łotwicze na Litwie, stamtąd w październiku 1916 został powołany na stanowisko komendanta Powiatowego Urzędu Zaciągu do Wojska Polskiego w Kielcach. Z końcem maja 1917 złożył dymisję z zajmowanego urzędu i wziął dwumiesięczny urlop, który przedłużał. Dzięki temu ominęły go wydarzenia kryzysu przysięgowego w Legionach. 1 września powrócił do pułku, przebywał w Medyce na stanowisku zastępcy pułku. Po odwołaniu dowódcy pułku Juliusza Ostoja-Zagórskiego, Brzeziński przejął obowiązki dowódcy. Sprawował je aż do przybycia, z początkiem listopada, nowego dowódcy płk Romana Kaweckiego. 2 p. uł. przeszedł wówczas do Oszechlibów na Bukowinie, a w styczniu 1918 do Korczyna i Synowódzka. Tam, po przejściu frontu przez II Brygadę, pułk rozwiązano, rozpuszczając ułanów do domów. Oficerowie zaś zostali internowani przez Austriaków. Brzezińskiego przetrzymywano w Szeklenczach na Węgrzech. Jako oficer austriacki przebywał tam na wolnej stopie. Zwolniony pod koniec kwietnia powrócił do Osieczany. Przyjął urząd komisarza rolniczego. Nawiązał kontakt z POW, następnie został komendantem POW w powiecie myślenickim.

## Służba w Wojsku Polskim, wojna polsko-bolszewicka
Od 2 listopada 1918, na rozkaz płk. Bolesława Roji, organizował 2 pułk ułanów Wojska Polskiego, późniejszy 2 Pułk Szwoleżerów Rokitniańskich. 15 listopada mianowany majorem i zastępcą dowódcy pułku. Złożył dymisję ze stanowiska, gdy dowiedział się o rezygnacji płk Romana Żaby z dowodzenia pułkiem oraz że sam tego stanowiska nie otrzyma. 12 marca 1919 r. przeszedł do rezerwy. Był faktycznym twórcą 2 p. szwol. wrócił do gospodarowania. Szybko jednak wrócił w szeregi, biorąc udział w wojnie polsko-bolszewickiej. Był szefem kadry 8 p. uł. im. Księcia Józefa Poniatowskiego, a od sierpnia 1920 r. dowódcą 5 pułku strzelców konnych.

## Lata międzywojenne
Po wojnie przeszedł do rezerwy, mianowany podpułkownikiem ze starszeństwem z dniem 1 czerwca 1919. Został zwolennikiem Piłsudskiego. Wkrótce na świat przyszło, po urodzonym jeszcze w czasie wojny Andrzeju, dalszych dwoje dzieci: Zofia i Jan. Po wojnie został prezesem powiatowego Towarzystwa Rolniczego. W Osieczanach założył Straż Pożarną, zakupił mundury, sprzęt i ręczną pompę, został jej komendantem. W Myślenicach natomiast został prezesem Miejskiej Ochotniczej Straży Pożarnej. W Osieczanach założył kółko rolnicze i został jego prezesem. Znacznie wspomógł budowę szkoły w Osieczanach. Został członkiem Powiatowej Rady Szkolnej. Był wielkim przyjacielem harcerstwa. W 1934 został burmistrzem Myślenic. Urząd ten sprawował do wybuchu wojny. Szeroko i bardzo aktywnie zajmował się działalnością społeczną. W 1935 zmarła jego żona Maria. Chcąc zapewnić lepsze wychowanie dzieciom, 19 marca we Lwowie zawarł związek małżeński Eugenią Natalią hr. Dzieduszycką, primo voto Juszkiewiczową, duo voto Wolańską, córką Tomasza i Dominiki z Lachowskich. W związku z tym ściągnął rodzinę do Lwowa.

## II wojna światowa
Gdy wybuchła wojna zgłosił się do wojska. Brał udział w obronie Lwowa. Był internowany przez Sowietów. Zgodnie z informacją, którą w 1979 otrzymał jego syn z Międzynarodowego Komitetu Czerwonego Krzyża z Genewy, Jan Dunin–Brzeziński miał być przewieziony 27 lutego 1940 z obozu w Starobielsku do obozu w Kozielsku. Przyjmuje się jednak, że zginął w kwietniu 1940 jako więzień Ostaszkowa w Miednoje.

## Ordery i odznaczenia
- Krzyż Niepodległości[3]
- Krzyż Walecznych - trzykrotnie[3]
- Medal Pamiątkowy za Wojnę 1918–1921[3]